# Papp Lajos (orvos)

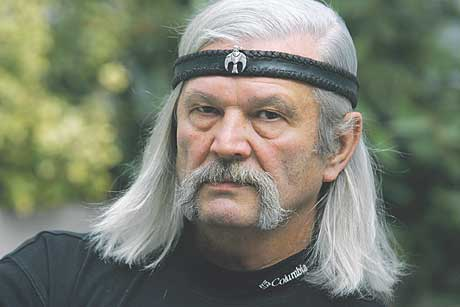
Prof. Papp Lajos. 2016.

Papp Lajos (Aranyosgadány, 1948. március 21. –) Széchenyi-díjas szívsebész, a Pécsi Tudományegyetem nyugalmazott egyetemi tanára, valamint a PTE ÁOK Szívgyógyászati Klinika korábbi igazgatója és a Kaposvári Egyetem emeritus professzora.

## Élete
Hároméves korában családjával kitelepítették a szülőfalujából. Csurgón, Alsóleperden (Dalmand része), Mágocson élt egészen 1957-ig, amikor visszakerült az ősi házba. 1966-ban a pécsi Nagy Lajos Gimnázium elvégzése után, a Mecseki Ércbányákban föld alatti csillésként dolgozott, a következő évben műtőssegéd lett. 1973-ban diplomázott a Pécsi Orvostudományi Egyetem Általános Orvosi Karán. A Pécsi Városi Kórház sebészgyakornoka volt 1973–1975 között. A POTE Anaesthesiologia, Intenziv Therapia és Sebészeti Osztály gyakornokaként dolgozott 1975–1977 között. Aneszteziológia és intenzív terápia (1978), általános sebészet (1982), szívsebészet (1983) szakorvosi vizsgát tett. A Harvard Egyetem ösztöndíjas vendégkutatója (1984–1985). 1989 óta az orvostudományok doktora (a kandidátusi fokozat kihagyásával). 1977 és 1991 között a városmajori Ér- és Szívsebészeti Klinikán dolgozott. 1991 májusától egyetemi tanár. 1991 májusában a Szabolcs utcai Haynal Imre Egészségtudományi Egyetem (HIETE) Szív- és Érsebészeti Klinika igazgatójává nevezték ki. 1994-ben az egyetem leváltotta, majd Kovács Pál népjóléti miniszter 1994. augusztus 1-i hatállyal megbízta a HIETE zalaegerszegi kihelyezett Szívsebészeti Tanszék létrehozásával, illetve a szívsebészeti-kardiológiai osztály megszervezésével a Zala Megyei Kórházban. 1997-től egyúttal a Pécsi Tudományegyetem II-es számú Sebészet és Szívsebészet igazgató egyetemi tanára, 1999-től 2008-ig az általa alapított Szívgyógyászati Klinika igazgató professzora. Az Orvostudományi és Egészségtudományi Centrum elnöke (2001. március–május). A PTE Szívgyógyászati Klinika Igazgatója volt 2008-ig, amikor is lemondott minden pozíciójáról és kérte nyugdíjaztatását. Úgy döntött, hogy ami az egészségügyben történik, az sem erkölcsileg, sem szakmailag nem vállalható. 2011-től a Kaposvári Egyetem emeritus professzora.

## Díjai, elismerései
- 1996 Év nemzetközi embere (Oxford)
- 1998 Magyar Művészeti Akadémia Aranyérme
- 2001 Széchenyi-díj
- 2003 Magyar Örökség díj
- 2003 Budapest V. kerületének díszpolgára
- 2006 Kaposvár díszpolgára
- 2006 Prima díj (tudományos kategória)
- 2006 Prima Primissima díj (közönség-díj)
- 2007 Juliánus-díj (Julianus Alapítvány Csíkszereda)
- 2008 Pro Cultura-díj (Pázmány Péter Felsőoktatási díj)
- 2008 Pro Civitate díj (Pécs)
- 2008 Teleki Pál-érdemérem
- 2009 Árpád-pajzs
- 2010 Csernus Mihály-emlékérem
- 2011 Budapest díszpolgára
- 2011 A Magyar Köztársasági Érdemrend középkeresztje a csillaggal
- 2014 Zalaegerszeg díszpolgára
- 2014 Pesti Srác Díj
- 2015 Bocskai-díj
- 2015 Ambassador díj[2]
- 2016 Wass Albert-díj
- 2016 A Magyar Kultúra Lovagja
- 2016 Tőkés László-díj
- 2016 Zala megye díszpolgára

## Magánélete
Nős, felesége dr. Varga Zsuzsanna (fül-orr-gégész, audiológus). Lánya Katalin (1979, környezetvédő mérnök), fia Lajos (1975, dipl. szociális munkás). Unokái Kincső (2007), Csenge (2009) és Koppány (2012).
Két testvére László (1946–2021) zoológus, az MTA rendes tagja, Gábor (1954) sebész, traumatológus, ortopéd szakorvos, főorvos.
1997. október 23-án Pongrátz Gergely kérésére a forradalom negyvenedik évfordulóján ünnepi beszédet mondott a Corvin közben. 2007 augusztusában Zétényi Zsolttal megalapította a Kárpát-Haza Nemzetőrséget.

## Szakterületei
- Kutatási területe:

– a koronáriakeringés fiziológiája és patofiziológiája
– szívsebészet
Szívkeringés-kutatással, a szívizom vérkeringésének fiziológiájával foglalkozott. A világon először Magyarországon vezették be az általa kidolgozott kardio-teletermográfiát (1980). Nemzetközileg is kiemelkedő eredményeket ért el a patológiás és az épszívizom biokémiai vizsgálatainak terén. Tanulmányozta az izomtranszformációt, és az intracelluláris szabad Ca- és Mg-meghatározás technikáját. Különösen jelentősek még az akut coronaria bypass és intermittáló sinus coronarius
occlusio hatásának vizsgálata akut lokális ischaemiában.
Alapkutatásokban: fiziológia, patofiziológia kutatásokban a világon először leírt, publikált megállapításai:
1. Az Inozin cardiotonikus és cardioprotektív hatásai
2. Teletermográfiával észlelt és rögzített szívfelszíni hőemisszió és az epikardiális véráramlás lineáris összefüggése
3. A cardiotonikus gyógyszerek szívsebészeti műtéti halálozást befolyásoló direkt összefüggései
4. Nem a szív a keringés energiaforrása

Klinikai kutató munkában elért legfontosabb eredményei:
1980–81-ben hazánkban elsőként kísérleti körülmények között kidolgozták, majd emberi szívműtétekre adaptálták a komputer kiértékelésű epicardialis mapping technikát, melyet a thermographiával szimultán alkalmazták.
Megteremtették a ritmusbetegségek szívsebészeti kezelésének legfontosabb feltételét, valamint a bal kamrai aneurysmák egzakt körülhatárolásának, illetve a coronaria bypassműtétek hatásosságának megbízható vizsgálómódszerét.
Klinikai munkája során a betegellátás terén elért legfontosabb eredményei:
Szívsebészként, elsőként vezette be a hazai szakmai gyakorlatba:
– kiterjesztett coronaria endarterectomiákat (mindhárom ágra terjedő részleges, vagy egy-két főágra terjedő teljes desobliteratiot)
– teljes revascularisatiora törekvő hatos-hetes-nyolcas-kilences coronaria bypass
műtéteket
– együlésben végzett coronaria bypass és carotis endarterectomia műtéteket
– együlésben végzett szív és tüdőműtéteket
– együlésben végzett többes billentyű beültetés és coronaria bypass műtétek
– a dissectio aortae teljes reconstructiojának plasztikai műtétjét (suspensios eljárás)

## Szervezeti tagságok(Minden szakmai társaságból kilépett)
- Klinikai II. (műtéti) Tudományos Bizottság
- Kardiológiai Szakmai Kollégium Szívsebész Szakcsoportja (elnök)
- Magyar Élettani Társaság
- Magyar Farmakológiai Társaság
- Magyar Kardiológusok Társasága (2004)
- Magyar Kardiológiai Társaság
- Magyar Sebész Társaság
- American College of Angiology
- Cardiovascular and Interventional Radiological Society of Europe
- The International Society for Cardiovascular Surgery
- Magyarok Szövetsége
- Esések Iskolája Egyesület alapító tag és elnöke (2012.06.27.)

## Írásai
Tudományos munkássága nemzetközi hírű. Számtalan publikációja jelent meg a világ kiemelkedő szakmai lapjaiban.

### Eddig megjelentkönyvei, hitvallásáról, gyógyító küldetéséről
- „Jöjjön el a Te országod” (Kairosz Kiadó, Bp., 2003)
- Quo vadis Domine? (Kairosz Kiadó, Bp., 2003)
- Verbum cordis (Kairosz Kiadó, Bp., 2005)
- Magyarokhoz (Kairosz Kiadó Bp. 2006)
- Szabadíts meg a gonosztól (Kairosz Kiadó, Bp., 2008)
- Csodák és tragédiák életemben (Kairosz Kiadó, Bp., 2009)
- Segíts Ég! (Kairosz Kiadó, Bp., 2010)
- Úton… (Kairosz Kiadó, Bp., 2012)
- Papp lajos breviáriuma – Gyógyító Gondolatok (Kairosz Kiadó, Bp., 2013)
- Papp Lajos. Verbum cordis – A szív szava. Kairosz Kiadó (2005). ISBN 9637510664